# Ždánice (nádraží)
Ždánice byly železniční stanice, později dopravna D3, která se nacházela na jižním okraji jihomoravského města Ždánice. Jednalo se o koncovou dopravnu trati z Čejče (ležela v km 25,267).

## Historie
Stanice zahájila svůj provoz 15. září 1908 společně s tratí do Čejče. Kolejiště i většina staveb ve stanici (s výjimkou výpravní budovy) byly těžce poškozeny ustupující německou armádou 16. dubna 1945.

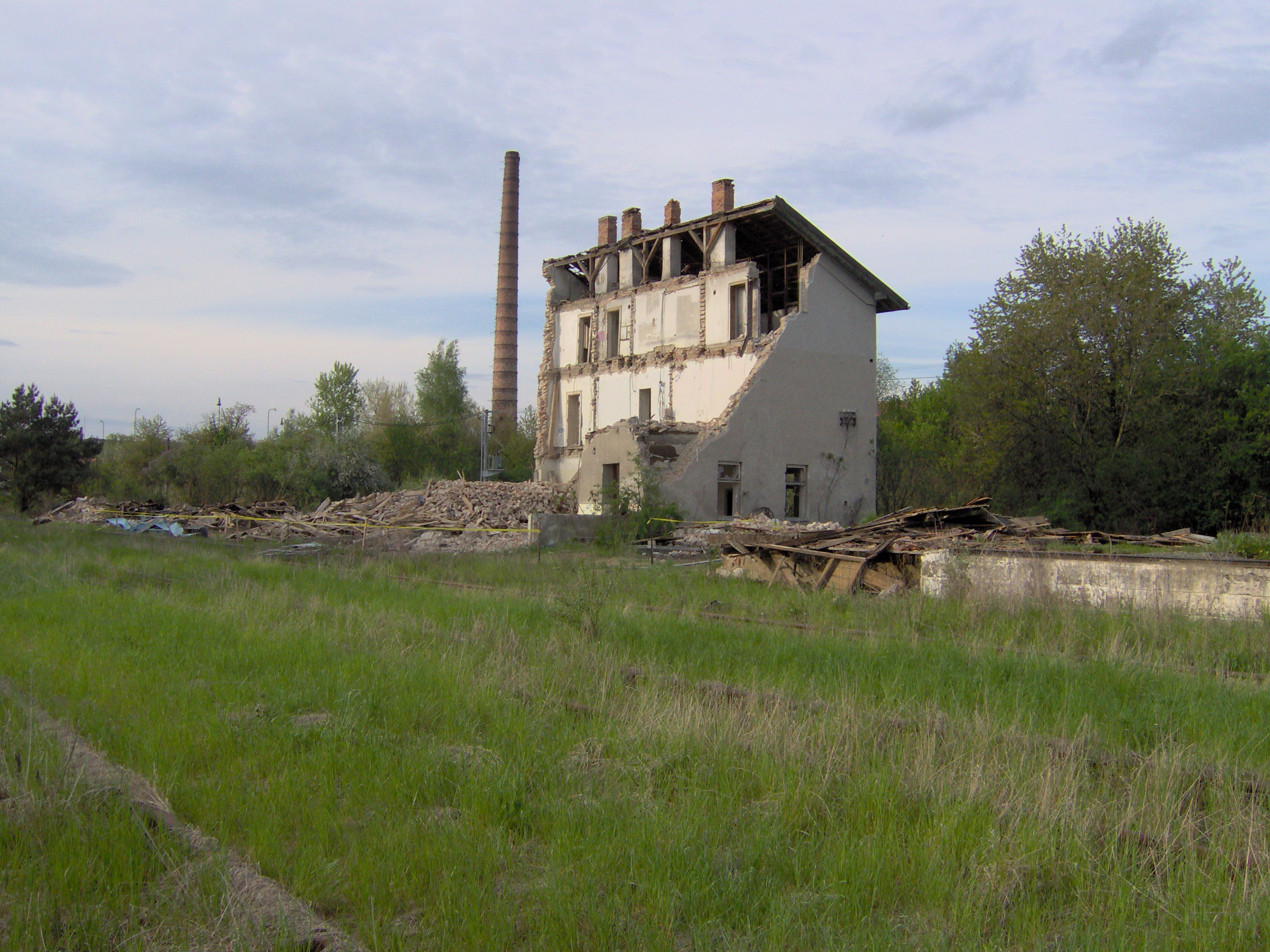
Budova nádraží během demolice v roce 2010

22. května 1998 dojel do Ždánic poslední pravidelný osobní vlak. K 1. červnu 2010 byla dopravna společně s koncovým úsekem trati z Uhřic u Kyjova zrušena a následně začala její fyzická likvidace. Budova nádraží byla v dezolátním stavu a v roce 2008 rozhodl její majitel, České dráhy, o její demolici. Stejný osud potkal i ostatní budovy bývylého nádraží. O pozemky po bývalém nádraží bylo několik zájemců, o samotné stavby však s ohledem na jejich špatný stav nikdo zájem neprojevil. K samotné demolici budovy došlo v roce 2010.

## Popis dopravny
V posledních letech před zastavením provozu měla dopravna celkem čtyři koleje, přímo u budovy byla manipulační kolej č. 2, dále dopravní kolej č. 1 (užitečná délka 156 m) s nástupištěm o délce 63 metrů, pak následovala dopravní kolej č. 3 (132 m) a nejdál od budovy pak byla manipulační kolej č. 5, ze které odbočovalo dvoukolejné kolejiště depa. V pokračování koleje č. 1 byla vlečka Šroubárny, kolejiště dopravny bylo ze strany vlečky kryto výkolejkou Vk Š1 v km 25,421, což byl i oficiální konec trati. Celkem bylo v dopravně osm ručně přestavovaných výhybek. Ze strany od sousední dopravny Uhřice u Kyjova byla dopravna kryta lichoběžníkovou tabulkou umístěnou v km 25,023. Provoz byl řízen dirigujícím dispečerem z Čejče.